# Хпюк (Сулейман-Стальский район)
Хпюк (Хпек, Хепик; лезг. Хъпуьхъ) — село в Сулейман-Стальском районе Дагестана.
Образует сельское поселение село Хпюк как единственный населённый пункт в его составе.

## География

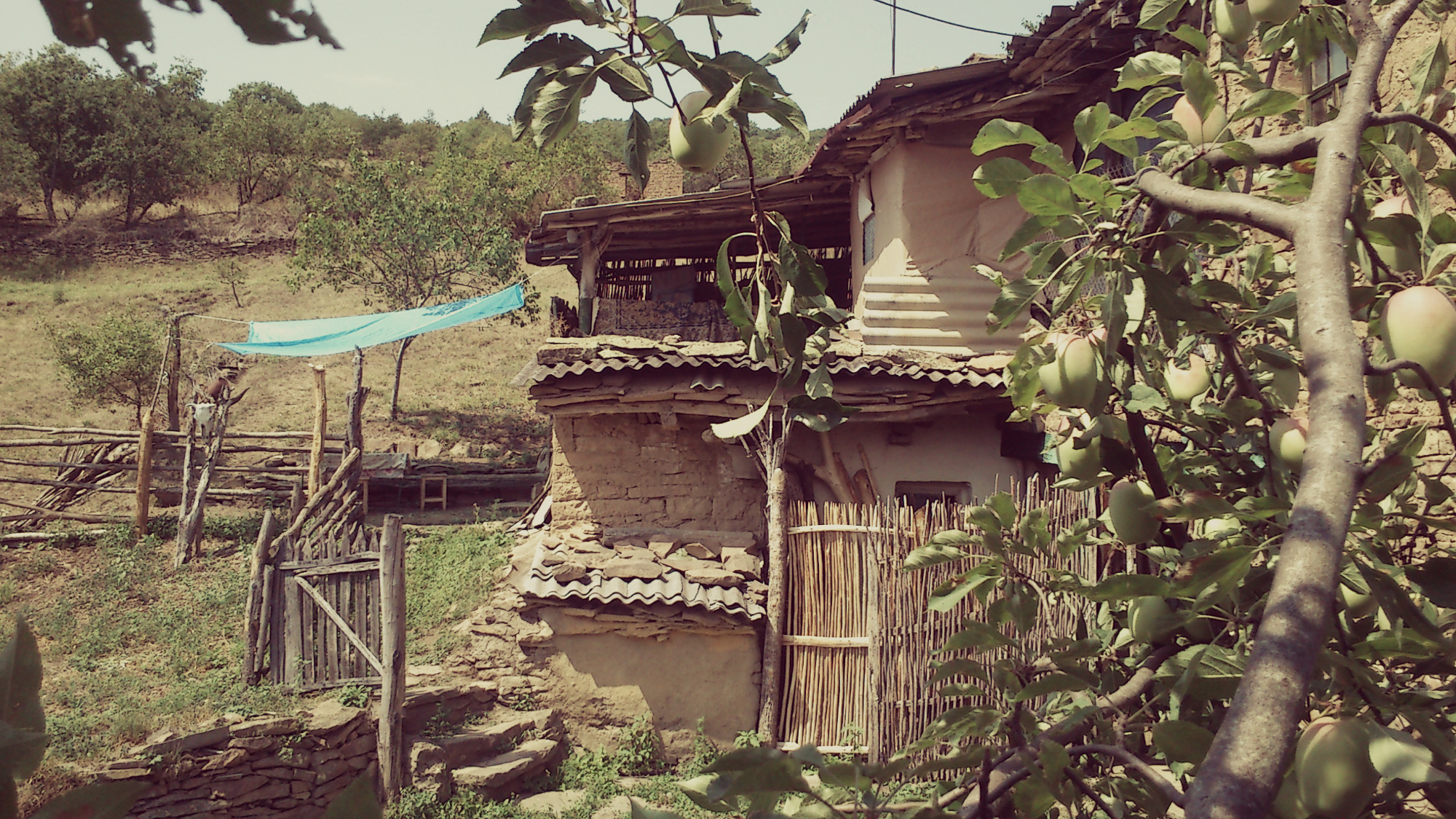
Дом Гаджимурадовых (Беглер тухум)

Расположено в 19 км к западу от районного центра села Касумкент, на левом берегу реки Гумарвац.

## Население
| 1895 | 1926 | 1939 | 1970 | 1989 | 2002 | 2010 |
| ---- | ---- | ---- | ---- | ---- | ---- | ---- |
| 368  | ↘342 | ↗420 | ↘289 | ↘97  | ↗253 | ↘227 |
| 2012 | 2013 | 2014 | 2015 | 2016 | 2017 | 2018 |
| ↗228 | ↘226 | ↗228 | ↘226 | →226 | ↘221 | ↘219 |
| 2019 | 2020 | 2021 | 2023 | 2024 | 2025 |      |
| ↗220 | ↘215 | ↘124 | ↘122 | ↘119 | ↘117 |      |

Имеются следующее тухумы. Гӏумарар, Шиметӏар, Юзбигенбур, Агъаш-къулияр, Беглер, Михекар. По переписи 1886 года в селе было 75 хозяйств: численность населения составляла 403 человека: 237 мужчин и 166 женщин. В 1966 году в связи со страшным землетрясением хпюкцы начали переселяться в Куркент, Новая Мака, Касумкент, Герейхановское, Дербент.

## Полезные ископаемые
Хпюк славен также рудником, на котором добывали ртуть сначала бельгийцы, затем англичане. После Октябрьской революции он был национализирован. Первую продукцию — 2 пуда — отправили В. И. Ленину в 1922 году. В ответ он прислал телеграмму, где благодарил трудящихся Дагестана за ценный подарок. Рудник работал до 40-х годов. В настоящее время законсервирован.